# Lago di Valle Sambuzza
Il lago di Valle Sambuzza è un laghetto alpino situato in Val Sambuzza, ovvero nelle Orobie dell'alta Val Brembana. È situato al centro di una conca delimitata a ovest dal monte Chierico, a nord dal passo di Publino e dal Pizzo Zerna e a nord-est dal monte Masoni. Poco profondo e sempre freddo per via della limitata esposizione al sole, il lago è alimentato dalle acque provenienti 
dallo scioglimento delle nevi, dalle piogge, dal ruscello proveniente dai laghi di Caldirolo e da altre fonti provenienti da nord-est.

## Accessi
Si raggiunge per la via più breve partendo da Carona, in alta Val Brembana, da dove si prende il sentiero per il rifugio Fratelli Calvi (strada carrabile parzialmente cementata in alcuni tratti). 
Si attraversa l'abitato di Pagliari e si prosegue lungo la carrabile. Si passa una cascata e poco più avanti, passato un doppio tornante, si lascia la carrabile e, in prossimità della fontanella in legno, si prende il sentiero a sinistra in direzione Val Sambuzza / passo di Publino.
Si prosegue lungo il sentiero attraverso un bosco e si passano diverse baite fino a superare definitivamente l'ultimo tratto di bosco in prossimità del  Baitone.
Il sentiero prosegue su per la  Val Sambuzza fino a raggiungere un primo pianoro. Attraversato il prato si prosegue sul sentiero che continua in salita fino al  lago di Valle Sambuzza. Proseguendo per il sentiero principale che sale a nord-ovest del lago si raggiunge prima il bivacco Pedrinelli e poi il passo di Publino.

## Galleria d'immagini

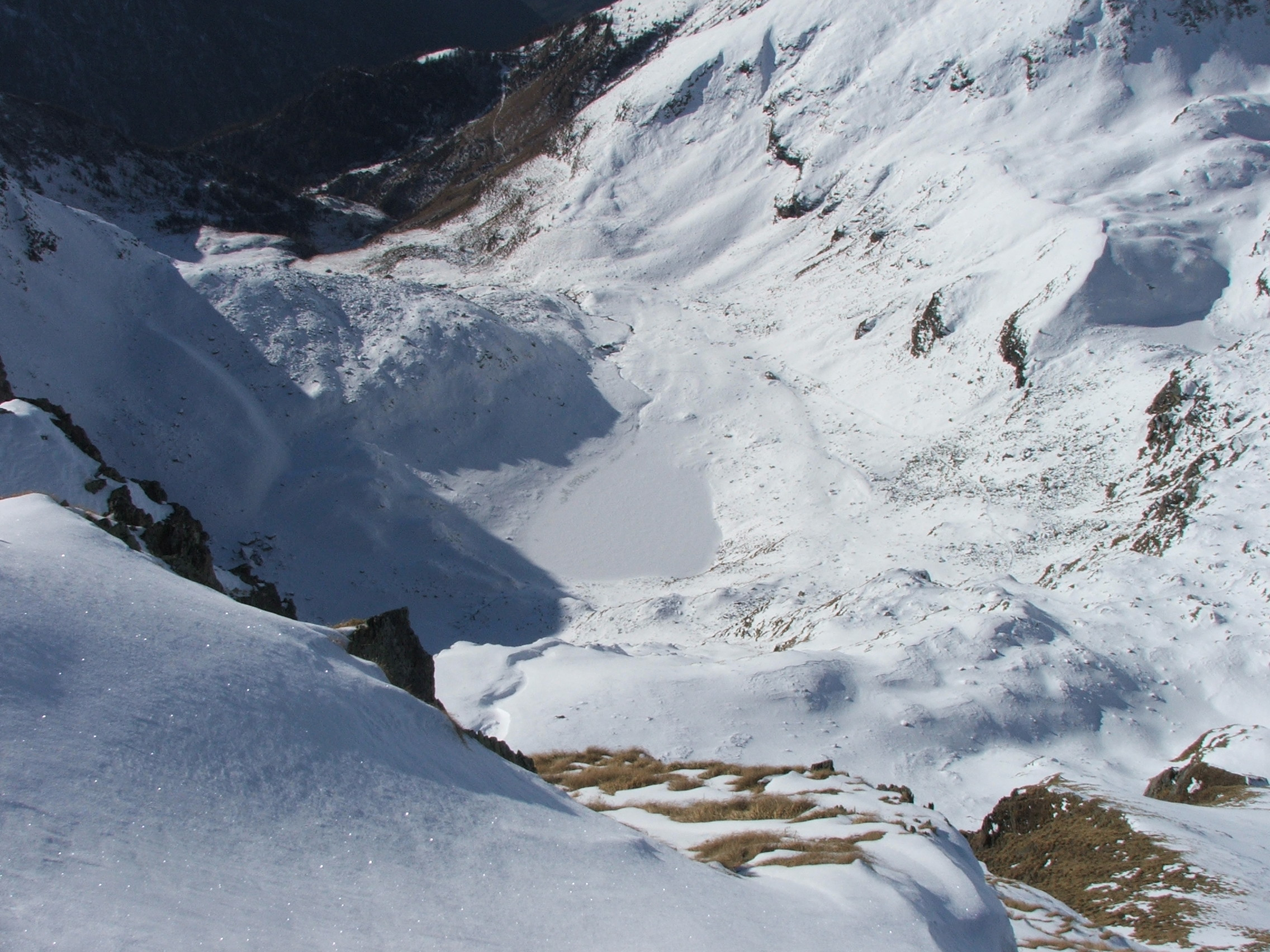
Il Lago visto dal Pizzo Zerna a metà dicembre